# 党参单囊壳
党参单囊壳（学名：Sphaerotheca codonopsis）是属于白粉菌目白粉菌科单囊壳属的一种真菌，寄生在党参属植物上。该种分布于中国、俄罗斯。